# MDC
MDC – amerykański zespół punkrockowy. Powstał w Austin w 1979 roku.
Szybko grający, lewicowy zespół pod względem tematyki utworów zbliżony do Jello Biafry i Dead Kennedys. MDC kilkakrotnie zmieniali swoją nazwę będącą rozwinięciem tego skrótu. Grali jako: Millions of Dead Cops, More Dead Cops, Millions of Dead Children, Multi Death Corporations, Millions of Damn Christians i Missile Destroyed Civilization.
We wczesnych latach 80. Teksas był jedną z kolebek ostrzejszej odmiany punk rocka – hardcore punka. Jednym z zespołów grających w tym stylu był MDC, który występował wtedy pod nazwą The Stains, nagrywając jedną płytę. W roku 1982 MDC przeniósł się do San Francisco, gdzie istniała silna scena niezależna. Tam grupa nagrała swoją debiutancką płytę jako MDC – Millions of Dead Cops (we własnej wytwórni R Radical). Obecnie album ten jest uważany za jeden z punkowych klasyków. Zawierał takie utwory jak: „John Wayne Was A Nazi”, „Dick For Brains” oraz ostro krytykujący policję „I Remember”. Oprócz tego zespół krytykował w bezpośredni sposób kapitalizm („Corporate Death Burger”), homofobię i kulturę amerykańską („Violent Rednecks”).
Znaczenie MDC jako ważnej grupy hardcorowej spadło pod koniec lat 80. Brak nowych nagrań i koncertów po 1993 roku oraz osobiste problemy członków zespołu spowodowały zawieszenie jego działalności. W 2000 r. wokalista grupy, Dave Dictor, reaktywował zespół. W 25. rocznicę powstania (2005) zespół zagrał intensywną serię koncertów w oryginalnym składzie.
W 1986 r. rockowa grupa They Might Be Giants odniosła się do MDC w swojej piosence „Rhythm Section Want-Ad”.

## Poboczne projekty
- W 1997 Dave Dictor, razem z Tomem Robertsem z zespołu Poison Idea, nagrali album „An Anvil Will Wear Out Many A Hammer” jako The Submissives.
- Projekt „Boxcar Dave” był akustyczną wersją MDC z udziałem Dave'a Dictora i Rona Posnera. Obecnie projekt ten nosi nazwę „MDC Unplugged”.

## Wybrana dyskografia
- The Stains – „John Wayne was a Nazi” 7", R Radical Records, 1980
- Millions of Dead Cops- „John Wayne was a Nazi” 7", R Radical Records, 1981
- Millions of Dead Cops- „Millions of Dead Cops” LP, R Radical Records, 1982
- Multi-Death Corporations- „Multi-Death Corporations” EP, Crass Records, 1983
- Millions of Dead Children- „Chicken Squawk” EP, R Radical Records, 1984
- MDC – „Smoke Signals” LP – R Radical Records, 1986
- Millions of Damn Christians- „This Blood's for You” LP, R Radical Records, 1987
- Millions of Dead Cops – „More Dead Cops” LP, 1988 (kompilacja EPek)
- MDC – „Elvis In The Rheinland: Live In Berlin” LP, R Radical Records, 1989
- Metal Devil Cokes – „Metal Devil Cokes: It's The Real Thing” LP, Boner Records, 1989
- Millions of Dead Cops – „Hey Cop, If I Had A Face Like Yours: Millions Of Dead Cops II” LP, R Radical Records, 1991
- MDC – „Shades of Brown” LP, New Red Archives, 1993
- Millions of Dead Cops – „Now More Than Ever” LP, 2002 (kompilacja najlepszych utworów)
- MDC – „Magnus Dominus Corpus” CD-LP, Sudden Death Records, 2004